# 7708 Fennimore
7708 Fennimore eller 1994 GF9 är en asteroid i huvudbältet som upptäcktes den 11 april 1994 av de båda japanska astronomerna Seiji Ueda och Hiroshi Kaneda i Kushiro. Den är uppkallad efter Guy Fennimore.
Den tillhör asteroidgruppen Nysa.